# 찰스 허치슨

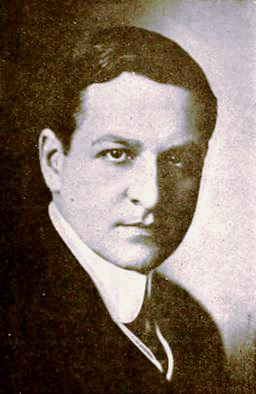

찰스 허치슨(Charles Hutchison, 1879년 12월 3일 ~ 1949년 5월 30일)은 미국의 배우, 영화 감독, 각본가, 영화배우, 영화 프로듀서이다.
피츠버그에서 태어났으며 할리우드에서 사망하였다. 할리우드 포에버 공동묘지에 매장되었다.

## 영화
- 서커스의 모녀 (1935년)
- 허리케인 허츠 인 매니 어드벤쳐 (1924년)
- 허치 스테어 뎀 업 (1923년)